# Campionato europeo rally 2013
Il campionato europeo rally 2013 è la 61ª edizione della massima serie rallystica continentale.
Questa stagione ha visto la fusione del vecchio europeo con l'Intercontinental Rally Challenge. La stagione 2013 ha preso il via il 3 gennaio in Austria con l'Internationale Jänner Rallye e si è chiusa il 9 novembre con l'International Rallye du Valais, in Svizzera.

## Calendario
Il calendario comprende 12 rally.
| Tappa | Rally                                | Superficie    | Data                   | Vincitore            |
| ----- | ------------------------------------ | ------------- | ---------------------- | -------------------- |
| 1     | Internationale Jännerrallye          | Asfalto/Neve  | 3-5 gennaio            | Jan Kopecký          |
| 2     | Rally Liepāja-Ventspils              | Sterrato/Neve | 1º-3 febbraio          | Jari Ketomaa         |
| 3     | Rally Islas Canarias El Corte Inglés | Asfalto       | 21-23 marzo            | Jan Kopecký          |
| 4     | SATA Rallye Açores                   | Sterrato      | 25-27 aprile           | Jan Kopecký          |
| 5     | Tour de Corse                        | Asfalto       | 16-18 maggio           | Bryan Bouffier       |
| 6     | GEKO Ypres Rally                     | Asfalto       | 27-29 giugno           | Freddy Loix          |
| 7     | Sibiu Rally                          | Sterrato      | 25-27 luglio           | Jan Kopecký          |
| 8     | Barum Czech Rally Zlín               | Asfalto       | 30 agosto-1º settembre | Jan Kopecký          |
| 9     | Rally Poland                         | Sterrato      | 13-15 settembre        | Kajetan Kajetanowicz |
| 10    | Croatia Rally                        | Asfalto       | 26-28 settembre        | Jan Kopecký          |
| 11    | Rallye Sanremo                       | Asfalto       | 10-12 ottobre          | Giandomenico Basso   |
| 12    | International Rallye du Valais       | Asfalto       | 7-9 novembre           | Esapekka Lappi       |

## Partecipanti
| Team                          | Costruttore | Vettura                      | Pilota                | Co-pilota               | Prove            |
| ----------------------------- | ----------- | ---------------------------- | --------------------- | ----------------------- | ---------------- |
| Škoda Motorsport              | Škoda       | Škoda Fabia S2000            | Jan Kopecký           | Pavel Dresler           | 1, 3–5, 7–10     |
| Škoda Motorsport              | Škoda       | Škoda Fabia S2000            | Ricardo Moura         | Sancho Eiró             | 4                |
| Škoda Motorsport              | Škoda       | Škoda Fabia S2000            | Freddy Loix           | Frédéric Miclotte       | 6                |
| Škoda Motorsport              | Škoda       | Škoda Fabia S2000            | Esapekka Lappi        | Janne Ferm              | 8, 11–12         |
| Škoda Motorsport              | Škoda       | Škoda Fabia S2000            | Sepp Wiegand          | Frank Christian         | 8                |
| BRR Team                      | Škoda       | Škoda Fabia S2000            | Raimund Baumschlager  | Klaus Wicha             | 1                |
| BRR Team                      | Škoda       | Škoda Fabia S2000            | Henk Lategan          | Barry White             | 10               |
| GPD Mit Metal Racing Team     | Škoda       | Škoda Fabia S2000            | Antonín Tlusťák       | Jan Škaloud             | 1, 6             |
| GPD Mit Metal Racing Team     | Škoda       | Škoda Fabia S2000            | Antonín Tlusťák       | Lukáš Vyoral            | 2–5, 7–10        |
| GPD Mit Metal Racing Team     | Škoda       | Škoda Fabia S2000            | Antonín Tlusťák       | Ladislav Kučera         | 12               |
| GPD Mit Metal Racing Team     | Škoda       | Škoda Fabia S2000            | Jaroslav Orsák        | Lukáš Kostka            | 12               |
| Czech National Team           | Škoda       | Škoda Fabia S2000            | Jan Černý             | Pavel Kohout            | 1–2, 4           |
| AK Rallysport Brno            | Škoda       | Škoda Fabia S2000            | Jaromír Tarabus       | Daniel Trunkát          | 1, 8             |
| Eurosol Racing Team Hungary   | Škoda       | Škoda Fabia S2000            | János Puskádi         | Barnabás Gódor          | 2–4, 7, 10–11    |
| Wallenwein Rallye Sport       | Škoda       | Škoda Fabia S2000            | Mark Wallenwein       | Stefan Kopczyk          | 4                |
| Autostal Duindistel           | Škoda       | Škoda Fabia S2000            | Pieter Tsjoen         | Bernd Casier            | 6, 10            |
| Napoca Rally Academy          | Škoda       | Škoda Fabia S2000            | Marco Tempestini      | Lucio Baggio            | 7                |
| Škoda România Motorsport      | Škoda       | Škoda Fabia S2000            | Dan Girtofan          | Adrian Berghea          | 7                |
| Adell Mogul Racing Team       | Škoda       | Škoda Fabia S2000            | Roman Kresta          | Petr Gross              | 8                |
| Rufa Sport                    | Škoda       | Škoda Fabia S2000            | Grzegorz Grzyb        | Daniel Siatkowski       | 9                |
| AKK Sveta Nedelja             | Škoda       | Škoda Fabia S2000            | Juraj Šebalj          | Toni Klinc              | 10               |
| S.A. Motorsport Italia        | Škoda       | Škoda Fabia S2000            | Umberto Scandola      | Guido D'Amore           | 11               |
| Ateneo                        | Peugeot     | Peugeot 207 S2000            | Bryan Bouffier        | Olivier Fournier        | 1                |
| Ateneo                        | Peugeot     | Peugeot 207 S2000            | Bryan Bouffier        | Xavier Panseri          | 4–5, 7–9, 11     |
| Ateneo                        | Peugeot     | Peugeot 207 S2000            | Bryan Bouffier        | Lara Vanneste           | 6                |
| Kronos Racing                 | Peugeot     | Peugeot 207 S2000            | François Delecour     | Dominique Savignoni     | 1–2, 5–7         |
| Delimax Team                  | Peugeot     | Peugeot 207 S2000            | Pavel Valoušek        | Lukáš Kostka            | 1                |
| Synthos Cersanit Rally Team   | Peugeot     | Peugeot 207 S2000            | Michał Sołowow        | Maciek Baran            | 1                |
| Saintéloc Racing              | Peugeot     | Peugeot 207 S2000            | Craig Breen           | David Moynihan          | 2                |
| Saintéloc Racing              | Peugeot     | Peugeot 207 S2000            | Craig Breen           | Paul Nagle              | 3–6              |
| Saintéloc Racing              | Peugeot     | Peugeot 207 S2000            | Craig Breen           | Lara Vanneste           | 9, 11–12         |
| Saintéloc Racing              | Peugeot     | Peugeot 207 S2000            | Jean-Matthieu Leandri | Renaud Jamoul           | 3, 5, 11         |
| Saintéloc Racing              | Peugeot     | Peugeot 207 S2000            | Jean-Matthieu Leandri | Fabrice Gordon          | 6                |
| Saintéloc Racing              | Peugeot     | Peugeot 207 S2000            | Jérémi Ancian         | Gilles De Turckheim     | 3–5, 9           |
| Saintéloc Racing              | Peugeot     | Peugeot 207 S2000            | Jérémi Ancian         | Olivier Vitrani         | 11–12            |
| Delta Rally                   | Peugeot     | Peugeot 207 S2000            | Bruno Magalhães       | Nuno Rodrigues da Silva | 4                |
| Delta Rally                   | Peugeot     | Peugeot 207 S2000            | Jean-Michel Raoux     | Francis Mazotti         | 4–5, 7           |
| Delta Rally                   | Peugeot     | Peugeot 207 S2000            | Jean-Michel Raoux     | Laurent Magat           | 10, 12           |
| Delta Rally                   | Peugeot     | Peugeot 207 S2000            | Jean-Marc Manzagol    | Etienne Patrone         | 5                |
| Autostal Duindistel           | Peugeot     | Peugeot 207 S2000            | Melisa Debackere      | Cindy Cokelaere         | 6                |
| Autostal Duindistel           | Peugeot     | Peugeot 207 S2000            | Davy Vanneste         | Denis Squedin           | 6                |
| Tagai Racing Technology       | Peugeot     | Peugeot 207 S2000            | Maciek Rzeznik        | Przemek Mazur           | 9                |
| QHR Team                      | Peugeot     | Peugeot 207 S2000            | Tomasz Kuchar         | Daniel Dymurski         | 9                |
| Movisport                     | Peugeot     | Peugeot 207 S2000            | Giandomenico Basso    | Mitia Dotta             | 11               |
| F.P.F. Sport                  | Peugeot     | Peugeot 207 S2000            | Paolo Andreucci       | Anna Andreussi          | 11               |
| United Rally Management       | Peugeot     | Peugeot 207 S2000            | Alessandro Perico     | Fabrizio Carrara        | 11               |
| Twister Corse                 | Peugeot     | Peugeot 207 S2000            | Stefano Albertini     | Simone Scattolin        | 11               |
| Lugano Racing Team            | Peugeot     | Peugeot 207 S2000            | Nicolas Althaus       | Alain Ioset             | 12               |
| Lugano Racing Team            | Peugeot     | Peugeot 207 S2000            | Sébastien Carron      | Lucien Revaz            | 12               |
| Lugano Racing Team            | Peugeot     | Peugeot 207 S2000            | Pascal Perroud        | Quentin Marchand        | 12               |
| Scuderia Zero4 Piu            | Peugeot     | Peugeot 207 S2000            | Gregoire Hotz         | Pietro Ravasi           | 12               |
| Peugeot Černý Racing          | Peugeot     | Peugeot 208 R2               | Jan Černý             | Pavel Kohout            | 8                |
| DiTech Racing Team            | Mitsubishi  | Mitsubishi Lancer Evo IX R4  | Beppo Harrach         | Leopold Welsersheimb    | 1                |
| Sports Racing Technologies    | Mitsubishi  | Mitsubishi Lancer Evo IX R4  | Vasily Gryazin        | Dmitriy Chumak          | 2                |
| GPD Mit Metal Racing Team     | Mitsubishi  | Mitsubishi Lancer Evo IX R4  | Jaroslav Orsák        | David Šmeidler          | 4–5              |
| GPD Mit Metal Racing Team     | Mitsubishi  | Mitsubishi Lancer Evo IX R4  | Jaroslav Orsák        | Karel Vajík             | 6                |
| GPD Mit Metal Racing Team     | Mitsubishi  | Mitsubishi Lancer Evo IX R4  | Jaroslav Orsák        | Lukáš Kostka            | 7–9              |
| GPD Mit Metal Racing Team     | Mitsubishi  | Mitsubishi Lancer Evo IX R4  | Robert Kořístka       | Lukáš Kostka            | 10               |
| Napoca Rally Academy          | Mitsubishi  | Mitsubishi Lancer Evo IX R4  | Bogdan Marisca        | Sebastian Itu           | 5                |
| Botka Rally Team Kft.         | Mitsubishi  | Mitsubishi Lancer Evo IX R4  | Dávid Botka           | Péter Mihalik           | 7                |
| GPD Mit Metal Racing Team     | Mitsubishi  | Mitsubishi Lancer Evo IX     | Jaroslav Orsák        | David Šmeidler          | 1–2              |
| GPD Mit Metal Racing Team     | Mitsubishi  | Mitsubishi Lancer Evo IX     | Robert Kořístka       | Michal Drozd            | 8                |
| Gassner Motorsport            | Mitsubishi  | Mitsubishi Lancer Evo IX     | Stig Blomqvist        | Robert Jakobsson        | 1                |
| Napoca Rally Academy          | Mitsubishi  | Mitsubishi Lancer Evo IX     | Andrea Smiderle       | Gianni Marchi           | 4                |
| Napoca Rally Academy          | Mitsubishi  | Mitsubishi Lancer Evo IX     | Bogdan Marisca        | Sebastian Itu           | 7, 10            |
| Napoca Rally Academy          | Mitsubishi  | Mitsubishi Lancer Evo IX     | Horatiu Savu          | Alexandru Giusca        | 7                |
| Autostils Rally Technica      | Mitsubishi  | Mitsubishi Lancer Evo X      | Aleksej Luk'janjuk    | Aleksej Arnautov        | 2                |
| Autostils Rally Technica      | Mitsubishi  | Mitsubishi Lancer Evo X      | Rokas Kvaraciejus     | Mindaugas Čepulis       | 2                |
| Vallino Rally Team            | Mitsubishi  | Mitsubishi Lancer Evo X      | Edwin Keleti          | Botond Csomortáni       | 4, 7             |
| The Boar - Proracing          | Mitsubishi  | Mitsubishi Lancer Evo X      | Vitaliy Pushkar       | Ivan Mishyn             | 6                |
| Autostils Rally Technica      | Mitsubishi  | Mitsubishi Lancer Evo X R4   | Siim Plangi           | Marek Sarapuu           | 2                |
| Prodrive                      | Mitsubishi  | Mitsubishi Lancer Evo X R4   | Gergely Szabó         | Károly Borbély          | 2, 7             |
| The Boar - Proracing          | Mitsubishi  | Mitsubishi Lancer Evo X R4   | Vitaliy Pushkar       | Ivan Mishyn             | 2, 4, 7          |
| The Boar - Proracing          | Mitsubishi  | Mitsubishi Lancer Evo X R4   | Artem Nazarov         | Sergei Larens           | 4                |
| Autostal Atlantic             | Mitsubishi  | Mitsubishi Lancer Evo X R4   | Andy Lefevere         | Andy Vangheluwe         | 6                |
| Vallino Rally Team            | Mitsubishi  | Mitsubishi Lancer Evo X R4   | Valentin Porcisteanu  | Dan Dobre               | 7                |
| Kathrein Renn und Rallye Team | Mitsubishi  | Mitsubishi Lancer Evo X R4   | Hermann Gassner       | Ursula Mayrhofer        | 10               |
| EuroOil Invelt Team           | Mini        | Mini John Cooper Works S2000 | Václav Pech           | Petr Uhel               | 1, 8             |
| Adapta Motorsport             | Mini        | Mini John Cooper Works S2000 | Raimonds Kisiels      | Arnis Ronis             | 2                |
| Canarias Sport Club           | Mini        | Mini John Cooper Works S2000 | Luis Monzón           | José Carlos Déniz       | 3                |
| First Motorsport              | Mini        | Mini John Cooper Works S2000 | Stéphane Sarrazin     | Jacques-Julien Renucci  | 5                |
| Lotos Rally Team              | Subaru      | Subaru Impreza R4            | Kajetan Kajetanowicz  | Jarosław Baran          | 1                |
| Turán Motorsport SE           | Subaru      | Subaru Impreza R4            | Frigyes Turán         | Gábor Zsíros            | 1–2              |
| Napoca Rally Academy          | Subaru      | Subaru Impreza R4            | Marco Tempestini      | Dorin Pulpea            | 2, 4–5, 9        |
| Napoca Rally Academy          | Subaru      | Subaru Impreza R4            | Marco Tempestini      | Lucio Baggio            | 6, 8, 10         |
| Napoca Rally Academy          | Subaru      | Subaru Impreza R4            | Simone Tempestini     | Sergiu Itu              | 2, 4             |
| Napoca Rally Academy          | Subaru      | Subaru Impreza R4            | Simone Tempestini     | Dorin Pulpea            | 7, 9             |
| Napoca Rally Academy          | Subaru      | Subaru Impreza R4            | Andrea Smiderle       | Mauro Marchiori         | 7                |
| Stohl Racing                  | Subaru      | Subaru Impreza R4            | Andreas Aigner        | Jürgen Heigl            | 3, 5–6           |
| Stohl Racing                  | Subaru      | Subaru Impreza R4            | Andreas Aigner        | Barbara Watzl           | 10–12            |
| Stohl Racing                  | Subaru      | Subaru Impreza R4            | László Vizin          | Gábor Zsíros            | 3, 5, 10, 12     |
| Stohl Racing                  | Subaru      | Subaru Impreza R4            | Toshihiro Arai        | Anthony McLoughlin      | 7–9, 11          |
| Platinum Subaru Rally Team    | Subaru      | Subaru Impreza R4            | Wojciech Chuchała     | Kamil Heller            | 9                |
| Platinum Subaru Rally Team    | Subaru      | Subaru Impreza R4            | Michał Bebenek        | Grzegorz Bebenek        | 9                |
| Lugano Racing Team            | Subaru      | Subaru Impreza R4            | Florian Gonon         | Michel Horgnies         | 12               |
| Napoca Rally Academy          | Subaru      | Subaru Impreza WRX STI       | Alessandro Bruschetta | Justin Bardini          | 4                |
| Napoca Rally Academy          | Subaru      | Subaru Impreza WRX STI       | Adrian Dragan         | Valentin Bradateanu     | 7                |
| Napoca Rally Academy          | Subaru      | Subaru Impreza WRX STI       | Simone Tempestini     | Dorin Pulpea            | 8                |
| Autotek Motorsport            | Ford        | Ford Fiesta RRC              | Jari Ketomaa          | Kaj Lindström           | 2                |
| Stohl Racing                  | Ford        | Ford Fiesta RRC              | Daniel Oliveira       | António Costa           | 3                |
| Stohl Racing                  | Ford        | Ford Fiesta RRC              | Daniel Oliveira       | Carlos Magalhães        | 5                |
| AT Rally Team                 | Ford        | Ford Fiesta RRC              | Oleksiy Tamrazov      | Pavlo Cherepin          | 3, 5             |
| Team Ford Quinta do Lorde     | Ford        | Ford Fiesta RRC              | Bernardo Sousa        | Hugo Magalhães          | 4                |
| Team Emap Yacco               | Ford        | Ford Fiesta RRC              | Julien Maurin         | Nicolas Klinger         | 5                |
| Fuckmatiè World Rally Team    | Ford        | Ford Fiesta RRC              | Lorenzo Bertelli      | Mitia Dotta             | 5                |
| Synthos Cersanit Rally Team   | Ford        | Ford Fiesta RRC              | Michał Sołowow        | Sebastian Rozwadowski   | 6, 9             |
| Lotto Team                    | Ford        | Ford Fiesta RRC              | Krzysztof Hołowczyc   | Lukasz Kurzeja          | 9                |
| AK Delta Timing               | Ford        | Ford Fiesta RRC              | Daniel Šaškin         | Damir Bruner            | 10               |
| Scuderia Zero4 Piu            | Ford        | Ford Fiesta RRC              | Olivier Burri         | André Saucy             | 11               |
| Symtech Racing                | Ford        | Ford Fiesta S2000            | Hayden Paddon         | John Kennard            | 6                |
| AT Rally Team                 | Ford        | Ford Fiesta S2000            | Mikko Pajunen         | Janne Perälä            | 6                |
| Kobus Tuning                  | Ford        | Ford Fiesta S2000            | Hermen Kobus          | Erik de Wild            | 6                |
| Printsport Racing             | Ford        | Ford Fiesta S2000            | Yagiz Avci            | Bahadir Gücenmez        | 9                |
| Inter Cars Castrol TRW        | Ford        | Ford Fiesta S2000            | Maciek Oleksowicz     | Michał Kuśnierz         | 9                |
| Sports Racing Technologies    | Ford        | Ford Fiesta S2000            | Vasily Gryazin        | Dimitriy Chumak         | 9, 11–12         |
| Rufa Sport                    | Ford        | Ford Fiesta R5               | Tomáš Kostka          | Miroslav Houšť          | 8                |
| Delimax Team                  | Ford        | Ford Fiesta R5               | Pavel Valoušek        | Martina Škardová        | 8                |
| Lotos Rally Team              | Ford        | Ford Fiesta R5               | Kajetan Kajetanowicz  | Jarosław Baran          | 9                |
| Lotos Rally Team              | Ford        | Ford Fiesta R5               | Michał Kościuszko     | Maciek Szczepaniak      | 9                |
| MM Motorsport                 | Ford        | Ford Fiesta R5               | Martin Kangur         | Andres Ots              | 9                |
| Globul Rally Team             | Ford        | Ford Fiesta R5               | Krum Donchev          | Petar Yordanov          | 10               |
| Citroën Racing                | Citroën     | Citroën DS3 RRC              | Robert Kubica         | Maciek Baran            | 3–5, 9           |
| Renault Sport Technologies    | Renault     | Renault Mégane RS            | Robert Consani        | Thidaut Gorczyca        | 3, 5–6, 8        |
| Renault Sport Technologies    | Renault     | Renault Mégane RS            | Robert Consani        | Nicolas Klinger         | 10–11            |
| Renault Sport Technologies    | Renault     | Renault Mégane RS            | Robert Consani        | Vincent Landais         | 12               |
| Renault Sport Technologies    | Renault     | Renault Mégane RS            | Germain Bonnefis      | Olivier Fournier        | 3, 5–6, 8, 10–11 |
| Renault Sport Technologies    | Renault     | Renault Mégane RS            | Alain Pyrame          | Florent Lacroux         | 11               |
| Renault Sport Technologies    | Renault     | Renault Mégane RS            | Romain Salinas        | Benjamin Micheli        | 12               |